# Плакидин, Дмитрий Иванович
Дмитрий Иванович Плакидин (29.9.1923, Архангельская область — 22.11.1943, Житомирская область) — командир стрелкового отделения 1-го гвардейского мотострелкового батальона 22-й гвардейской мотострелковой бригады 6-го гвардейского танкового корпуса 3-й гвардейской танковой армии Воронежского фронта, гвардии старший сержант.

## Биография
Родился 29 сентября 1923 года в селе Кривцовское Красноборского района Архангельской области в крестьянской семье. Русский. Окончил школу-семилетку. Работал в колхозе.
В 1942 году призван в ряды Красной Армии. В боях Великой Отечественной войны с 1942 года. Воевал на Сталинградском, Воронежском и 1-м Украинском фронтах. Был ранен.
В осеннюю ночь 1943 года одним из первых плыл на правый берег Днепра. Когда он высадился на берег, к нему бросилось больше десятка вражеских солдат. Очередью из автомата уничтожил врага. Немногим позже на пятачке плацдарма завязался ближний ночной бой. Утром войска расширяли захваченный плацдарм. Пехота медленно продвигалась вперед. С боем брали каждый метр земли. Пулемётный огонь противника прижал советских солдат к земле. Трудно было поднять голову. Особенно много хлопот доставляли роте два фланкирующих пулемёта. Один вёл огонь из рыбачьего домика, а второй — из молодого сосняка. Попытки солдат пробиться к рыбачьему домику не имели успеха. Тогда командир роты приказал Дмитрию Плакидину добраться до пулемётного гнезда и уничтожить его. К рыбачьему домику он полз по канаве, затянутой илом. Подобравшись к врагу, дал очередь из автомата и бросил внутрь гранату. 
Потом Дмитрий пополз к сосняку, где действовал второй вражеский пулемёт, который был уничтожен Дмитрием. В тот же первый день он уничтожил и третью огневую точку. Под вечер, когда бой утих, он принёс вражеский пулемёт и две коробки патронов.
22 ноября 1943 года погиб в бою при освобождении Житомирской области. Похоронен в селе Высокое Черняховского района.
Представлен к награждению званием Героя Советского Союза за отвагу и мужество, проявленные при форсировании Днепра и расширении плацдарма. Указом Президиума Верховного Совета СССР «О присвоении звания Героя Советского Союза генералам, офицерскому, сержантскому и рядовому составу Красной Армии» от 10 января 1944 года за «образцовое выполнение боевых заданий командования на фронте борьбы с немецко-фашистскими захватчиками и проявленные при этом отвагу и геройство» удостоен звания Героя Советского Союза.
Награждён орденом Ленина, медалью «За оборону Сталинграда».

## Память
В селе Верхняя Уфтюга имя Героя носит средняя школа, установлена  памятная доска.